# GAZ-3308
Der GAZ-3308 (russisch ГАЗ-3308) ist ein Lastkraftwagen mit Allradantrieb des russischen Fahrzeugherstellers Gorkowski Awtomobilny Sawod (russisch Горьковский автомобильный завод (ГАЗ)). Er wurde von 1997 bis Anfang 2020 in Serie produziert und basiert auf dem GAZ-3307 ohne Allradantrieb. Der Lastwagen trägt zudem den Beinamen Sadko (russisch Садко), nach der gleichnamigen Sagengestalt. Eine Variante des Busses KAwZ-3976 nutzt das Fahrgestell des GAZ-3308 und verfügt somit ebenfalls über Allradantrieb.

## Beschreibung

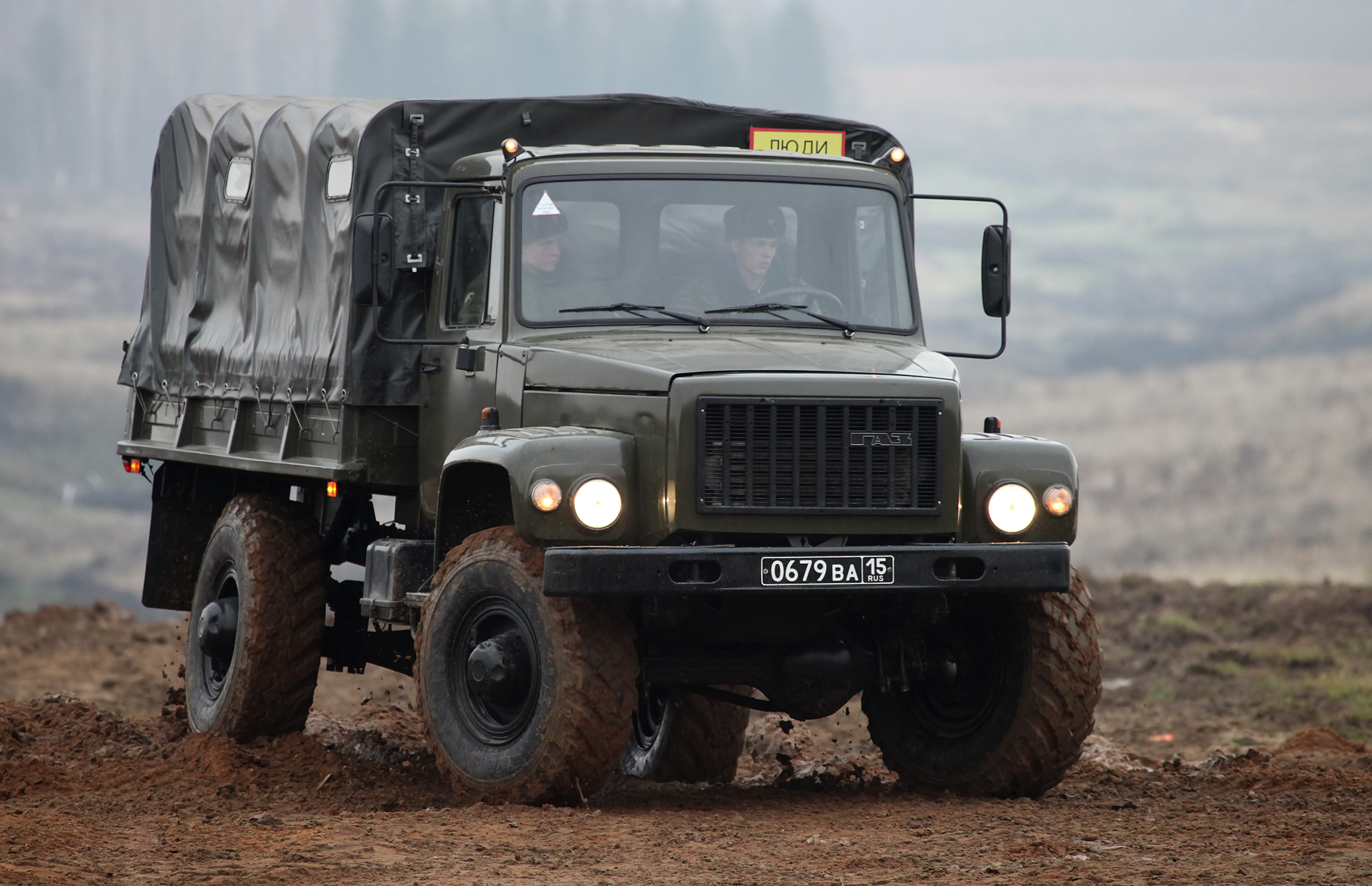
Ein militärischer GAZ-3308 im Gelände (2013)

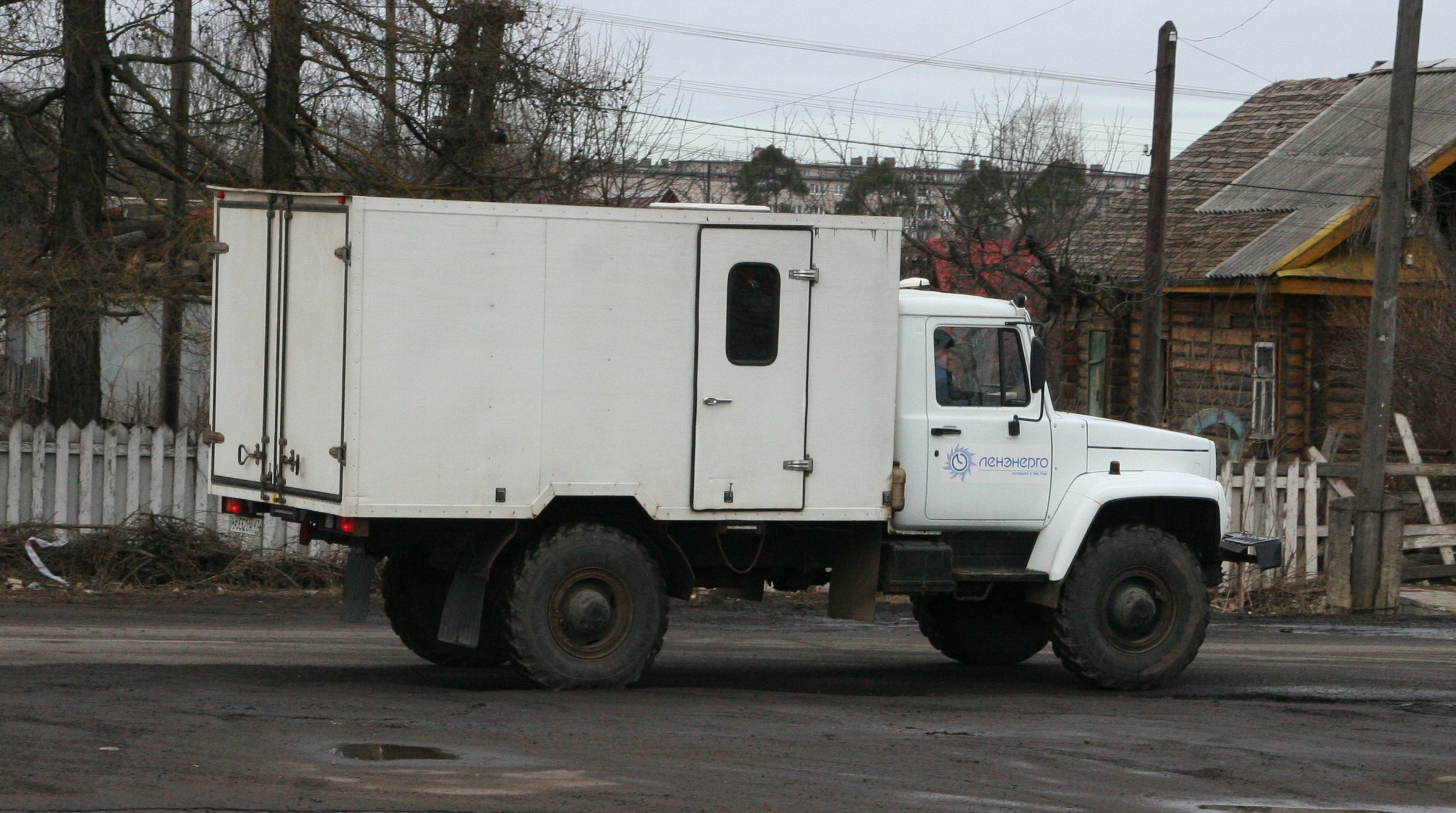
Ein ziviler GAZ-3308 bei einem russischen Stromversorger (2014)

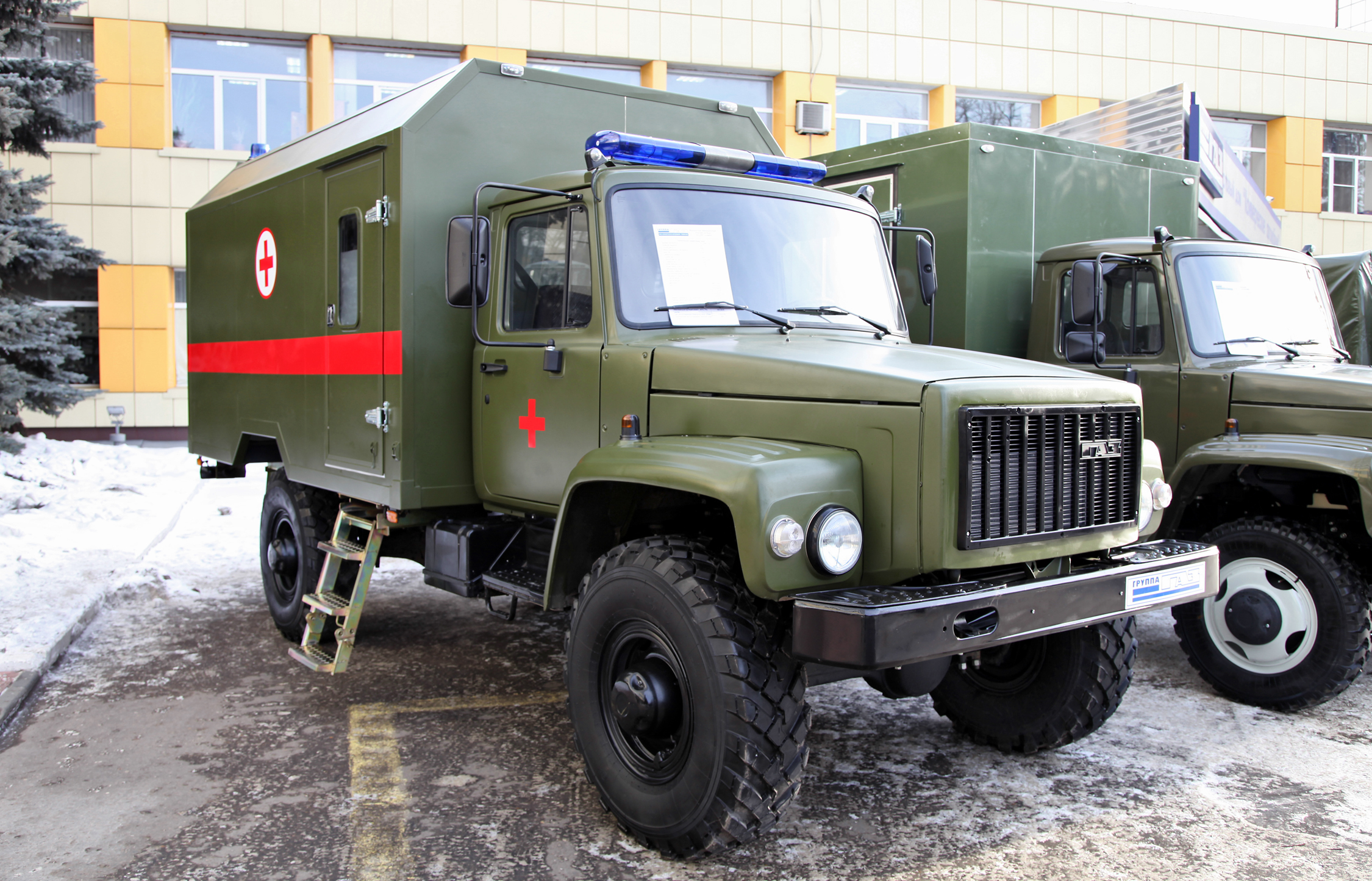
Sanitätsfahrzeug auf Basis des GAZ-33081 vor dem GAZ-Werk in Nischni Nowgorod (2013)

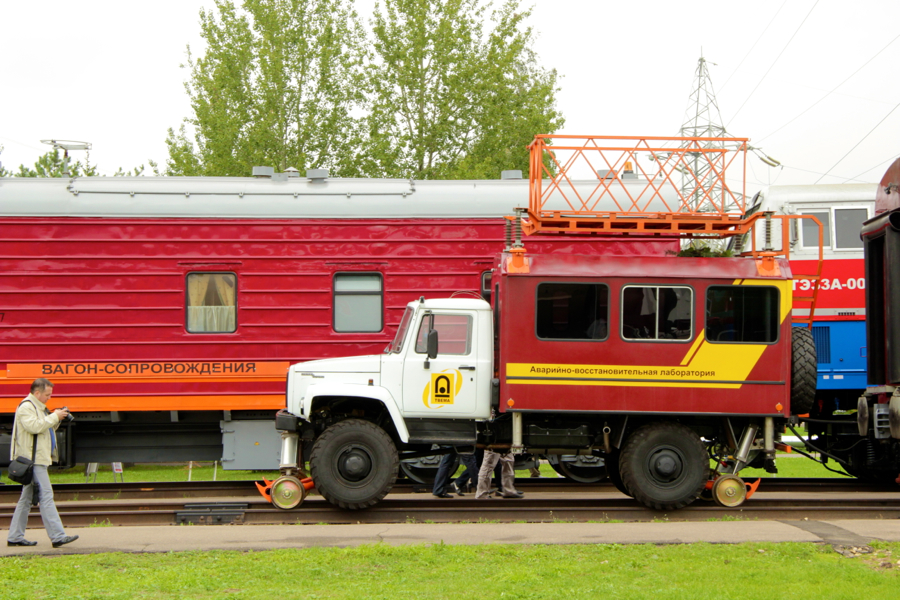
Ein GAZ-3308 als Zweiwegefahrzeug in Moskau (2011)

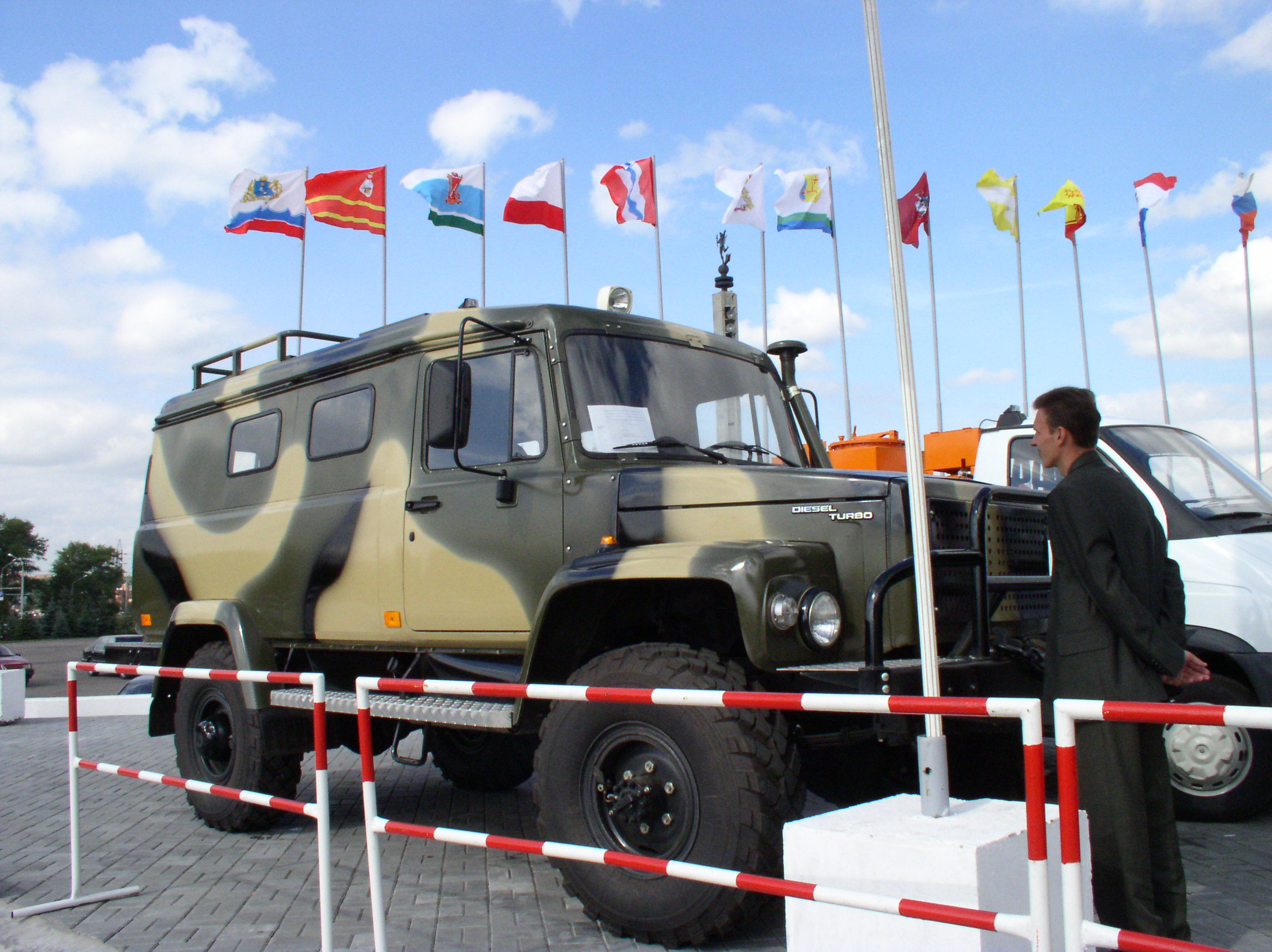
Ein GAZ-330811 „Wepr“ mit geschlossenem Aufbau in Minsk (2005)

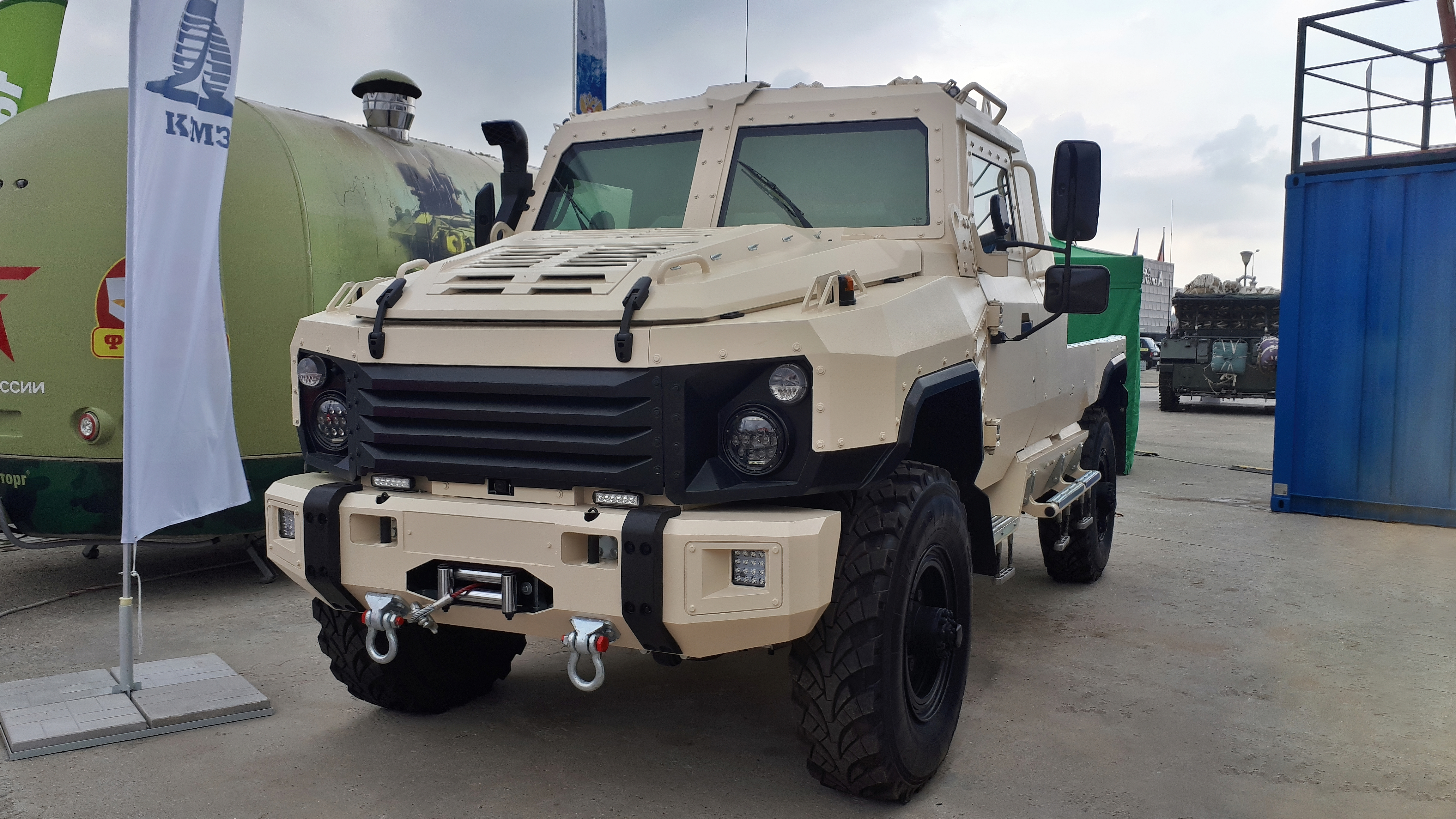
Modularer Panzerwagen „Buran“ auf dem Chassis des GAZ-3308 (2021)

Der GAZ-3308 ist die Allradversion des GAZ-3307 und löste den über 30 Jahre produzierten GAZ-66 ab. Von diesem übernahm er insbesondere im Fahrwerkbereich Teile, die fast 50 Jahre unverändert eingesetzt wurden. Zunächst wurden noch Ottomotoren verwendet, später waren nur noch Versionen mit Dieselmotoren lieferbar. Kurzzeitig wurde mit dem Motor GAZ-562 ein Lizenzbau von Steyr eingesetzt, dieses Vorgehen endete jedoch schon 2001.
Seit 2005 wurde mit dem GAZ-33086 eine Version mit vier Tonnen Nutzlast gefertigt. Außerdem wurden diverse andere Aufbauten wie mobile Hebebühnen, Kipper und Feuerwehrfahrzeuge gebaut. 2014 wurde mit dem Sadko NEXT ein Nachfolger für den GAZ-3308 vorgestellt, welcher 2019 in die Serienproduktion übernommen wurde. Im Januar 2020 wurde die Produktion des GAZ-3308 eingestellt.
Aufgrund seiner guten Geländeeigenschaften wird der GAZ-3308 von verschiedenen Armeen eingesetzt. Der Lastwagen verfügt über permanenten Allradantrieb, ein Reifendruckkontrollsystem, ABS, eine optionale Seilwinde und einen Motorvorwärmer für kalte Regionen.

## Technische Daten
Für die Modellvariante GAZ-33088:
- Motor: Vierzylinder-Viertakt-Reihen-Dieselmotor
- Motortyp: JaMZ-5344
- Hubraum: 4430 cm³
  - Hub: 128 mm
  - Bohrung: 105 mm
- Verdichtung: 17,5:1
- Leistung: 99 kW (135 PS)
- Drehmoment: 417 Nm
- Getriebe: Mechanisch, 5 Vorwärtsgänge
- Kabine: Nahverkehr, 2 Sitzplätze
- Höchstgeschwindigkeit: 85–90 km/h (auf der Straße)
- Kraftstoffverbrauch: 14 l/100 km bei 80 km/h auf der Straße
- Maximal befahrbare Steigung mit zulässigem Gesamtgewicht: 31 %
- Wattiefe: 95 cm
- Antriebsformel: 4×4

Abmessungen und Gewichte
- Länge: 6250 mm
- Breite (auf Höhe der Kabine gemessen): 2340 mm
- Höhe (mit Plane): 2780 mm
- Radstand: 3770 mm
- Spurweite vorne: 1820 mm
- Spurweite hinten: 1770 mm
- Bodenfreiheit: 315 mm
- Wendekreis: 22 m

- Zulässiges Gesamtgewicht: 6350 kg
- Leergewicht: 4100 kg
- Zuladung: 2250 kg
- Zulässiges Gesamtgewicht mit optionaler Seilwinde: 6540 kg

## Modellvarianten
Seit 1997 wurde der GAZ-3308 Sadko in verschiedenen Modellvarianten gebaut. Die Aufzählung ist nicht abschließend.
- Grundmodell GAZ-3308 – Bauzeit von 1997 bis 2012, ausgestattet mit einem SMS-5231.10-Ottomotor mit einem Hubraum von 4670 cm³ und 130 PS Leistung
- GAZ-33081 – Version mit MMS-D245.7-Dieselmotor mit 4,75 l Hubraum
- GAZ-330811 „Vepr“ – 2001 bis 2020 gebaut, Version mit geschlossener Kabine in Form eines übergroßen Geländewagens. Dieses Fahrzeug ist mit Stand 2020 als letztes noch auf Bestellung lieferbar, ein Nachfolger ist aber auch hier bereits in Planung.[3]
- GAZ-33082 – gebaut von 1999 bis 2001 mit Lizenzmotor von Steyr
- GAZ-33083 „Semljak“ – Version mit SMS-511.10-Ottomotor, gebaut von 1999 bis 2001
- GAZ-33086 „Semljak“ – Modell für vier Tonnen Zuladung, 2005 bis 2020 produziert
- GAZ-33088 – ab 2013 gebaut
- AGP 22T – Hebebühne mit Fahrerkabine des GAZ-3310 „Waldai“, produziert für ein russisches Telekommunikationsunternehmen seit 2009
- GAZ-SAZ-2506 – Kipper auf Basis des GAZ-33086 mit SAZ-E35071-Kipperaufbau, ab Mai 2009 gebaut
- GAZ-SAZ-39014-11 – Tankfahrzeug, von 2014 bis 2020 in Produktion
- APT-14 – Hebebühne auf GAZ-3308-Fahrgestell, bis −40 °C betriebsbereit
- AR-2 – Feuerwehrfahrzeug auf GAZ-33086-Basis
- AZ-1,0-30 – Feuerwehrfahrzeug mit Doppelkabine auf Basis des GAZ-3308

Zudem wurden 2011 Feuerwehrfahrzeuge mit Aufbauten von American LaFrance hergestellt. Der Bus KAwZ-3976 wurde in einer Modellvariante auf dem Fahrgestell des GAZ-3308 aufgebaut, um ihn für schwieriges Gelände tauglich zu machen.

## Militärischer Einsatz
Das Fahrzeug wird von Russland im Russisch-Ukrainischen Krieg eingesetzt. Laut dem Oryx-Blog gingen mit Stand November 2024 23 Fahrzeuge verloren.